# Lothar Finzelberg
Lothar Finzelberg (* 20. Oktober 1953 in Genthin) ist ehemaliger Landrat des Landkreises Jerichower Land. Er wurde wegen Bestechlichkeit und uneidlicher Falschaussage verurteilt.

## Leben
Von 1960 bis 1968 besuchte Lothar Finzelberg die Diesterwegschule Genthin-Altenplathow, wechselte dann zur Erweiterten Oberschule Genthin, die er 1972 mit dem Abitur abschloss. Es folgte von 1972 bis 1974 der Grundwehrdienst bei der Nationalen Volksarmee (NVA) der Deutschen Demokratischen Republik (DDR).
Ab 1974 studierte er an der Hochschule für Bauwesen Leipzig, 1977 eingegangen in die Technische Hochschule Leipzig. Das Studium schloss er 1979 als Diplom-Ingenieur-Ökonom ab. Von 1978 bis 1982 war er Investbauleiter im Landwirtschaftsbau des Bezirkes Magdeburg, Mitarbeiter im Sektor Landbau des Rates des Bezirkes Magdeburg. Von 1982 bis 1989 arbeitete er im Rat des Kreises Genthin als Mitarbeiter für Territorialplanung und Vorsitzender der Kreisplankommission.
Vom 30. Dezember 1990 bis zum Jahre 2001 war Lothar Finzelberg als selbständiger Finanzberater tätig.
Lothar Finzelberg ist seit 1981 verheiratet und hat zwei Töchter und zwei Enkelkinder.

## Funktionen
Am 9. November 1989 wählte der Kreistag des damaligen Kreises Genthin Finzelberg, damals SED-Mitglied, zum Vorsitzenden des Rates des Kreises. Von 1994 bis 2001 war er Mitglied des Kreistages im Landkreis Jerichower Land. In einer Stichwahl gegen Stefan Karnop (CDU) am 20. Mai 2001 wurde er mit 61,8 Prozent der Stimmen bei einer Wahlbeteiligung von 28,1 Prozent zum Landrat des Landkreises Jerichower Land gewählt. Er war Mitglied der PDS und ist seit 2003 parteilos. Bei seiner Wiederwahl zum Landrat am 22. April 2007 siegte er deutlich mit 60,1 Prozent der Stimmen bei einer Wahlbeteiligung von 36,3 Prozent. Auf seine Gegenkandidaten entfielen mit Armin Friedrichs (SPD) 21,5 Prozent, Jürgen Michalek (CDU) 14,3 Prozent und Frank Zielinski (parteilos) 4,0 Prozent der Stimmen.
Lothar Finzelberg war Mitglied im Verwaltungsrat der Sparkasse Jerichower Land.
Seit 1996 war Finzelberg der Vorsitzende des Kreissportbundes (KSB) Jerichower Land. Außerdem war er Vizepräsident für Grundsatzfragen und Sportentwicklung des Landessportbundes Sachsen-Anhalt.
Am 11. Juli 2014 gab er sein Amt als Landrat an Steffen Burchhardt weiter.

## Verurteilungen wegen Bestechlichkeit und Falschaussage
Seit Juni 2010 ermittelte die Staatsanwaltschaft Stendal gegen Finzelberg wegen Bestechlichkeit im Amt.
Nach einem 21-monatigen Prozess wurde Lothar Finzelberg vom Landgericht Magdeburg in erster Instanz wegen Bestechlichkeit und Steuerhinterziehung zu einer Haftstrafe von zwei Jahren und zehn Monaten verurteilt. Dass Finzelberg in seiner Zeit als Landrat vom Landkreis Jerichower Land über eine lange Zeit von Unternehmen Gefälligkeiten annahm, sah die Wirtschaftsstrafkammer als erwiesen an. Dafür habe er im Gegenzug illegale Müllablagerungen in zwei Tongruben in Möckern und Vehlitz ermöglicht und gedeckt. Diese Vorwürfe hatte Finzelberg immer bestritten. Mehr als vier Jahre Haft hatte die Staatsanwaltschaft gefordert, da sie bei der Bestechung im Volumen von mehr als 200.000 Euro ausging. Nach Ansicht des Gerichts ließen sich Gefälligkeiten im Wert von 56.000 Euro belegen. Die Staatsanwaltschaft wie auch die Verteidigung legten gegen das Urteil Revision ein. In der Revision wurde das Urteil vom Bundesgerichtshof bestätigt. Außerdem wurde Finzelberg vom Landgericht Magdeburg wegen uneidlicher Falschaussage zu einer Freiheitsstrafe von sechs Monaten auf Bewährung verurteilt.